# Gratia narumonae
Gratia narumonae is een haft uit de familie Baetidae. De wetenschappelijke naam van de soort is voor het eerst geldig gepubliceerd in 2002 door Boonsong, Thomas & Sangpradub.
De soort komt voor in het Oriëntaals gebied.